# Vesterbro/Kongens Enghave

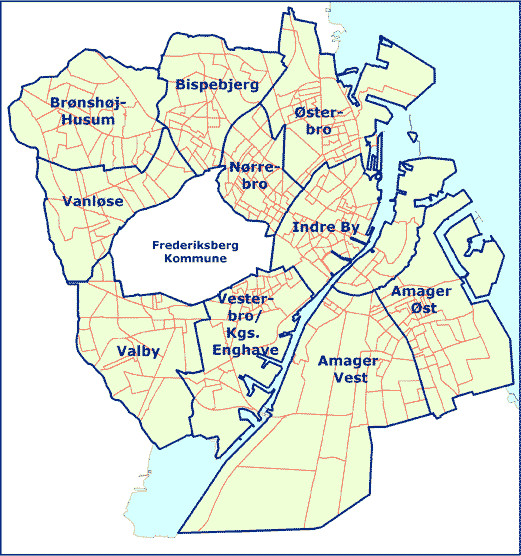
Carte des districts de Copenhague.

Vesterbro/Kongens Enghave est un des 10 districts administratifs de Copenhague créé en 2007.

## Présentation
Le district de Vesterbro/Kongens Enghave a été créé en 2007 lors de la réforme communale au Danemark. Il regroupe les quartiers de Copenhague de Vesterbro et de Kongens Enghave.
L'ensemble de ce nouveau district a une superficie de 8,18 km2. La population s'élèvait à 57,150 lors du recensement de 2011, soit 6,987 personnes au km².